# Eneco Tour 2006
La 2.ª edición del Eneco Tour, inscrita en el calendario del UCI ProTour 2006, se desarrolló del 16 al 23 de agosto de 2006. 
El ganador final fue Stefan Schumacher. Le acompañaron en el podio George Hincapie (vencedor de la etapa contrarreloj) y Vincenzo Nibali, respectivamente.
En las clasificaciones secundarias se impusieron Simone Cadamuro (puntos) y Stefan Schumacher (jóvenes).

## Equipos participantes
Tomaron parte en la carrera 23 equipos: los 20 de categoría UCI ProTour (al tener obligada su participación); más 3 de categoría Profesional Continental mediante invitación de la organización (Chocolade Jacques-Topsport Vlaanderen, Skil-Shimano y Unibet.com). Los equipos participantes fueron:
| Cód. UCI | Equipo                             |
| -------- | ---------------------------------- |
| CSC      | Team CSC                           |
| GCE      | Caisse d'Epargne-Illes Balears     |
| TMO      | T-Mobile Team                      |
| PHO      | Phonak Hearing Systems             |
| RAB      | Rabobank                           |
| DSC      | Discovery Channel Pro Cycling Team |
| LAM      | Lampre-Fondital                    |
| GST      | Gerolsteiner                       |
| DVL      | Davitamon-Lotto                    |
| QSI      | Quick Step-Innergetic              |
| SDV      | Saunier Duval-Prodir               |
| C.A      | Crédit agricole                    |

| Cód. UCI | Equipo                                |
| -------- | ------------------------------------- |
| A2R      | Ag2r Prévoyance                       |
| EUS      | Euskaltel-Euskadi                     |
| COF      | Cofidis, Le Crédit par Téléphone      |
| MRM      | Team Milram                           |
| LIQ      | Liquigas                              |
| BTL      | Bouygues Telecom                      |
| FDJ      | Française des Jeux                    |
| JAC      | Chocolade Jacques-Topsport Vlaanderen |
| SKS      | Skil-Shimano                          |
| UNI      | Unibet.com                            |
| LSW      | Astana-Würth Team                     |

## Etapas
| Etapa   | Fecha        | Recorrido                | km           | Ganador           | Líder             |
| ------- | ------------ | ------------------------ | ------------ | ----------------- | ----------------- |
| Prólogo | 16 de agosto | Den Helder- Den Helder   | 5,8 km (CRI) | Stefan Schumacher | Stefan Schumacher |
| 1ª      | 17 de agosto | Den Helder- Hoogeveen    | 176,9        | Tom Boonen        | Tom Boonen        |
| 2ª      | 18 de agosto | Bolduque- Sittard-Geleen | 194,6        | Manuel Quinziato  | Tom Boonen        |
| 3ª      | 19 de agosto | Beek- Westmalle          | 185          | Tom Boonen        | Tom Boonen        |
| 4ª      | 20 de agosto | Landgraaf- Landgraaf     | 16,1 (CRI)   | George Hincapie   | George Hincapie   |
| 5ª      | 21 de agosto | Hasselt- Balen           | 183,1        | Tom Boonen        | George Hincapie   |
| 6ª      | 22 de agosto | Bornem- Saint-Trond      | 213,9        | David Kopp        | George Hincapie   |
| 7ª      | 23 de agosto | Ans- Ans                 | 201,2        | Philippe Gilbert  | Stefan Schumacher |

## Clasificaciones finales

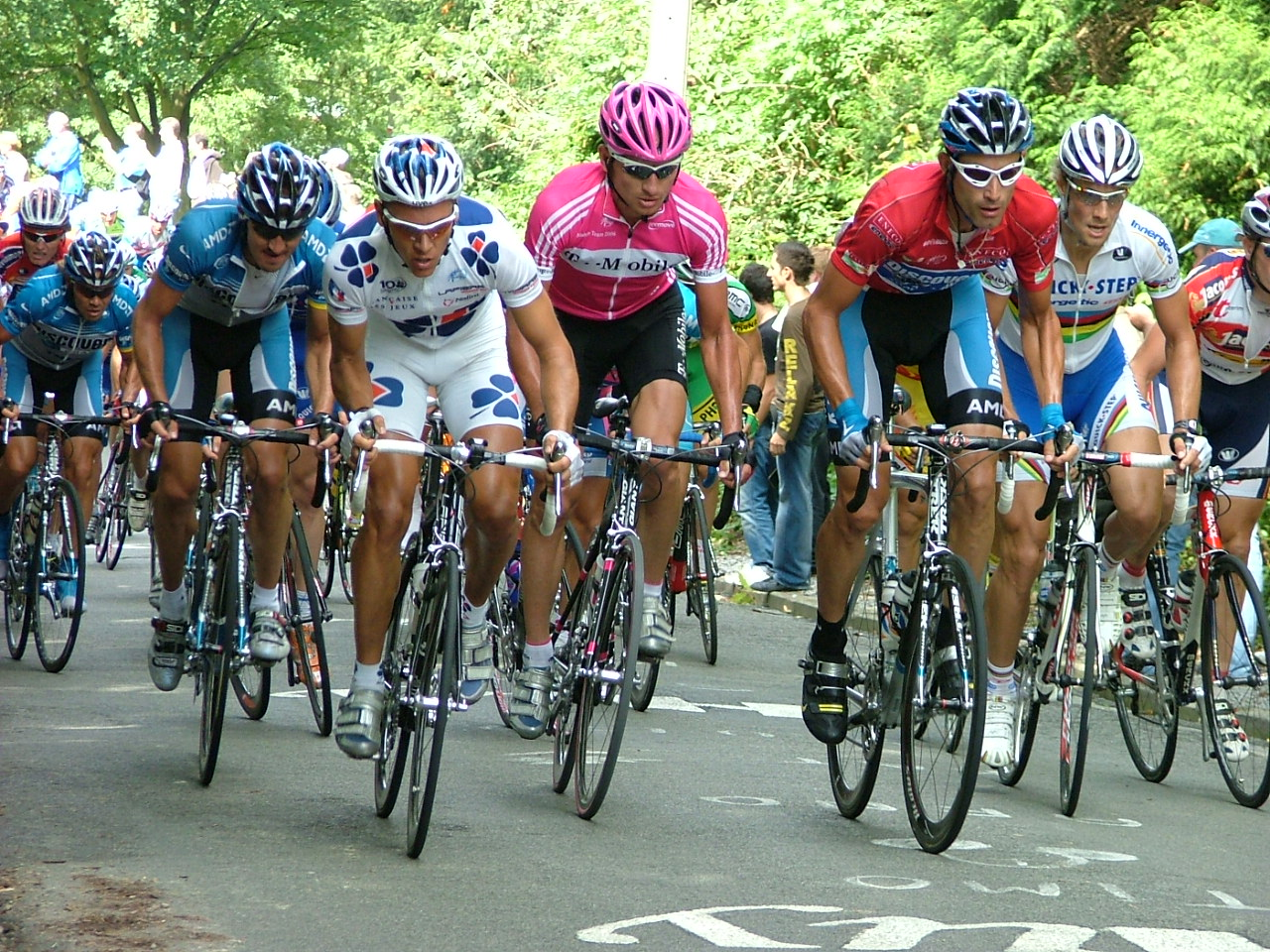
Pelotón encabezado por Philippe Gilbert y George Hincapie, con el maillot de líder, en la última etapa.

### Clasificación general
| Posición | Ciclista            | Equipo             | Tiempo           |
| -------- | ------------------- | ------------------ | ---------------- |
|          | Stefan Schumacher   | Gerolsteiner       | 27 h 20 min 55 s |
| 2        | George Hincapie     | Discovery Channel  | a 1 s            |
| 3        | Vincenzo Nibali     | Liquigas           | a 12 s           |
| 4        | Philippe Gilbert    | Française des Jeux | a 17 s           |
| 5        | Manuel Quinziato    | Liquigas           | a 32 s           |
| 6        | Joost Posthuma      | Rabobank           | a 35 s           |
| 7        | Juan Antonio Flecha | Rabobank           | a 52 s           |
| 8        | Alessandro Ballan   | Lampre-Fondital    | a 53 s           |
| 9        | Thomas Dekker       | Rabobank           | a 55 s           |
| 10       | Steffen Wesemann    | T-Mobile           | a 56 s           |

### Clasificación por puntos
| Posición | Ciclista          | Equipo       | Puntos |
| -------- | ----------------- | ------------ | ------ |
|          | Simone Cadamuro   | Milram       | 91     |
| 2        | Tom Boonen        | Quick Step   | 90     |
| 3        | Stefan Schumacher | Gerolsteiner | 59     |

### Clasificación de los jóvenes
| Posición | Ciclista          | Equipo             | Tiempo           |
| -------- | ----------------- | ------------------ | ---------------- |
|          | Stefan Schumacher | Gerolsteiner       | 27 h 20 min 55 s |
| 2        | Vincenzo Nibali   | Liquigas           | a 12 s           |
| 3        | Philippe Gilbert  | Française des Jeux | a 17 s           |

## Evolución de las clasificaciones
| Etapa (Vencedor)                  | Clasificación general | Clasificación por puntos | Clasificación de los jóvenes |
| --------------------------------- | --------------------- | ------------------------ | ---------------------------- |
| Prólogo (CRI) (Stefan Schumacher) | Stefan Schumacher     | no se entregó            | Stefan Schumacher            |
| 1.ª etapa (Tom Boonen)            | Tom Boonen            | Tom Boonen               | Stefan Schumacher            |
| 2.ª etapa (Manuel Quinziato)      | Tom Boonen            | Simone Cadamuro          | Stefan Schumacher            |
| 3.ª etapa (Tom Boonen)            | Tom Boonen            | Simone Cadamuro          | Stefan Schumacher            |
| 4.ª etapa (CRI) (George Hincapie) | George Hincapie       | Simone Cadamuro          | Stefan Schumacher            |
| 5.ª etapa (Tom Boonen)            | George Hincapie       | Simone Cadamuro          | Stefan Schumacher            |
| 6.ª etapa (David Kopp)            | George Hincapie       | Simone Cadamuro          | Stefan Schumacher            |
| 7.ª etapa (Philippe Gilbert)      | Stefan Schumacher     | Simone Cadamuro          | Stefan Schumacher            |
| Final                             | Stefan Schumacher     | Simone Cadamuro          | Stefan Schumacher            |